# Památník sestřeleného letounu RAF u obce Němčičky na Znojemsku
Památník letecké havárie letcům RAF stojí na katastru obce Němčičky u Znojma.

## Historie
Památník byl odhalen 21. 7. 1990. Je věnován padlým letcům Britského královského letectva, kteří zde zahynuli po neúspěšném nouzovém přistáním. Původndě měli za cíl rafinerii v Pradubicích, kterou měli bombardovat. Letoun Wellington Mk.X (LP204), který vzlétl ze základny Foggia-Tortorella v Itálii, byl sestřelen 21. 7. 1944 nad obcí Němčičky. Stroj byl zasažen palbou nočního stíhače jednotek Luftwaffe. 
O vznik památníku se zasloužili místní občané. 

K památníku směřuje letecká naučná stezka, která seznámí turisty nad celou událostí a okolnostech. Stezka vznikla v roce 2014 k 70. výročí sestřelení letounu.

## Vzpomínkové akty
V letech 2014, 2019, 2023, 2024 se zde konaly vzpomínkové akty.
Po dohodě s Armádou České republiky přelétl nad účastníky akce vojenský vrtulník MI-171 Š, dále seskočila skupinka parašutistů, také pak zazněla vojenská hudba Olomouc, která zahrála hymny Kanady, Velké Británie a České republiky. Další doprovodný program se odehrával v obci Němčičky.